# Мохамед Слім Бен Отман
Мохамед Слім Бен Отман (араб. محمد سليم بن عثمان, фр. Mohamed Slim Ben Othman; нар. 18 листопада 1989, Туніс, Туніс) — туніський футболіст, півзахисник болгарського клубу «Локомотив» (Горішня Оряховиця).

## Життєпис
Вихованець команди АС «Аріана». З 2009 по 2012 роки грав за «Стад Тунізьєн», після чого переїхав до Європи, в клуб української першої ліги «Металург» (Запоріжжя). З цією командою завоював місце у вищому дивізіоні чемпіонату України, де дебютував 10 серпня 2012 року в грі проти «Таврії». Після завершення сезону в Прем'єр-лізі вів переговори з іншим українським клубом, але в підсумку повернувся назад в Туніс.
Після повернення на батьківщину підписав трирічний контракт з місцевою командою «Сфаксьєн». Після всього лише декількох матчів за «Сфаксьєн» Слім і його агент зрозуміли, що туніська ліга не підходить футболістові. Він розірвав контракт з клубом й став очікувати зимового трансферного вікна, поставивши собі за мету - повернутися в Європу. Згодом Слім був запрошений до французького клубу Ліги 2 «Анже», де вже виступав його співвітчизник і колишній партнер по «Аріану» Халед Айярі. Дебютував в команді декілька тижнів по тому, забивши перший м'яч у нічийному (2:2) поєдинку проти «Меца» в березні 2014 року.
12 жовтня 2016 року Бен Осман приєднався до болгарського клубу «Локомотив» (Горішня Оряховиця).

## Досягнення
- Перша ліга чемпіонату України
  -  Срібний призер (1): 2011/12